# Квінт Помпей Фалькон
Квінт Помпей Фалькон (лат. Quintus Pompeius Falco; ? — після 142) — військовий та державний діяч Римської імперії, консул-суффект 108 року.

## Повне ім'я
Квінт Росцій Целій Мурена Сілій Деціан Вібуллій Пій Юлій Еврікл Геркулан Помпей Фалькон (Quintus Roscius Coelius Murena Silius Decianus Vibullius Pius Iulius Eurycles Herculanus Pompeius Falco).

## Життєпис
Народився на Сицилії. Стосовно його батьків немає відомостей. У 97 році став народним трибуном. У 100 році — претор, військовим трибуном у X Парному легіоні. У 101–102 роках очолював V Македонський легіон, з яким брав участь у першій дакській війні імператора Траяна.
У 102 році призначено імператорським легатом—пропретором до провінції Лікія і Памфілія. У 105–107 роках — імператорський легат—проретор Юдеї та очільник X Охороняючого протоку легіона. У 108 році став консулом-суффектом разом з Марком Титом Лустріком Бруттіаном. У 109 році увійшов до колегії квіндецемвірів. Того ж року став куратором віа Траяна.
У 116–117 роках керував провінцією Нижня Мезія як імператорський легат—пропретор, у 118–122 роках — провінцією Британія. Під час своєї каденції займався зведенням Валу Адріана, а також 118 року придушив повстання племен бригантів та селговів, вдерся до Каледонії. У 122–124 роках як проконсул керував провінцією Азія.
Згодом Квінт Помпей відійшов від державних справ, оселившись у власному маєтку поблизу Риму. Там він займався садівництвом. У 140 році тут Фалькона відвідав імператор Антонін Пій. Остання згадка про нього датується 142 році, коли Квінт Помпей Фалькон прислав листа імператору Марку Аврелію.

## Родина
Дружина — Сосія Полія, донька Квінта Сосія Сенеціона, консула 107 року
Діти:
- Квінт Помпей Сосій Пріск, консул 149 року